# William Lyon Mackenzie
William Lyon Mackenzie (Dundee, Escocia, 12 de marzo de 1795 - Toronto, 28 de agosto de 1861) fue un periodista y agitador político canadiense de origen escocés.
Emigró a Canadá en 1820 y se convirtió en comerciante del Alto Canadá (más tarde parte de Ontario). En 1824 fundó un periódico en Queenston llamado Colonial Advocate, en el cual criticaba a la oligarquía dominante de la zona.
Fue elegido para la asamblea de la provincia (1828–1836), siendo expulsado de ahí en seis ocasiones por la mayoría conservadora debido a las invectivas de su periódico en contra del gobierno. Un repertorio de querellas canadienses en contra de la autoridad colonial británica que él publicó, incitaron a la revocación del gobernador de la provincia.
En 1837 lideró a 800 seguidores en un intento infructuoso de derrocar al gobierno provincial. Después de pretender replegar sus fuerzas en Navy Island cerca del río Niágara, fue encarcelado por violar las leyes de neutralidad estadounidenses. Regresó a Canadá en 1849 para trabajar después en el Parlamento (1851–1858).